# Schoettella idahoensis
Schoettella idahoensis är en urinsektsart som först beskrevs av John L. Wray 1958.  Schoettella idahoensis ingår i släktet Schoettella och familjen Hypogastruridae. Inga underarter finns listade i Catalogue of Life.